# Balatonszentgyörgy
Balatonszentgyörgy es un pueblo ubicado en el distrito de Marcali, en el condado de Somogy, Hungría.

## Superficie
Posee una superficie de 23,68 kilómetros cuadrados.

## Demografía
Hasta 2019 la población era de 1547 habitantes, con una densidad de población de 65,33 habitantes por kilómetro cuadrado.